# 超人類法
是美國超級英雄類型的網路影集《律師女浩克》的第二集，改編自漫威漫畫的角色女浩克。本集由高揚編劇、凱特·寇伊若執導，为漫威電影宇宙的系列作品之一，與漫威電影宇宙系列電影處於同一架空世界和共同世界。
塔提阿娜·瑪斯蘭尼出演「女浩克」珍妮佛·華特斯，其他演員包括喬許·塞嘉拉、金潔·岡薩加、馬克·林-貝克、泰絲·馬利斯·金凱德（Tess Malis Kincaid）、馬克·盧法洛和提姆·羅斯。高揚於2019年11月被聘執筆劇本及擔任首席編劇，寇伊若於2020年9月加入並執導大部分集數。
〈超人類法〉於2022年8月25日在Disney+首播。

## 劇情
珍妮佛·華特斯擊敗泰坦妮亞後，被公眾稱為新的超級英雄“女浩克”，但華特斯並沒有以此感到光榮，反而因變身女浩克並拯救陪審團而導致競爭對手GLK&H事務所宣布該案為無效審判，最終因官司敗訴而被解僱。華特斯在幾次尋找新工作失敗後，被荷登·哈勒威邀請在GLK&H擔任超人類法律部的主管。哈洛威要求她在上班時以女浩克的姿態示人，並委派華特斯在艾米爾·布朗斯基的假釋聽證會上為他爭取假釋。雖然華特斯最初因布朗斯基曾企圖殺死表哥布魯斯·班納而不願意接手此案，但最終還是同意在損害控制部監獄中與布朗斯基會面以聽取他的請求。恢復成人類形態的布朗斯基向華特斯表示自己已經為過去犯下的錯誤反省。華特斯回到家後聯繫了班納，正乘坐薩卡星飛船前往薩卡星的班納表示布朗斯基此前已經向自己道歉，兩人亦已經冰释前嫌，並贊成华特斯代表布朗斯基假釋。华特斯联络哈勒威，表示同意接受此案，但她隨後卻從新聞中得知布朗斯基恢復成惡煞的形態與至尊魔法師王參加某家地下拳館的比賽。

## 製作

### 開發
2019年8月，漫威影業宣布將開發以「女浩克」珍妮佛·華特斯為主角的串流媒體平台Disney+電視劇。同年11月，高揚被聘擔任首席編劇。2020年9月，凱特·寇伊若被聘執導首播集、最終集和另外四集，並擔當執行製片人。除了寇伊若與高揚外，執行製片人還包括漫威影業總裁凱文·費吉與執行官布拉德·溫德鮑姆，以及路易斯·德·埃斯波西托和維多利亞·阿朗素。名為「超人類法」（Superhuman Law）的第二集由高揚編劇，並於2022年8月25日在Disney+首播。

### 劇本
布魯斯·班納在本集中乘坐着於上集中導致車禍發生的薩卡星飛船前往太空。高揚稱這個決定部分是為了結束班納在劇集中的出現，這樣觀眾就不會期待他在剩下的集數中出現；班納則可能因在2017年電影《雷神索爾3：諸神黃昏》中留在了薩卡星一段時間而需要回到那裏“處理一些地球外的事情”。她補充道這為漫威影業“利用它做一些事或利用這個故事打開了可能性”，又表示這與未來的漫威電影宇宙項目有關；此伏線最終於第九集以浩克之子斯卡登場的方式收回。
華特斯尋找潛在新工作機會的網站出現了一些新聞文章，其中包括「一名男子在酒吧裏用金屬爪打架」和「海洋中心出現巨人雕像」，分別被認為是表明X戰警角色金剛狼在漫威電影宇宙中存在以及提及《永恆族》事件。

### 選角

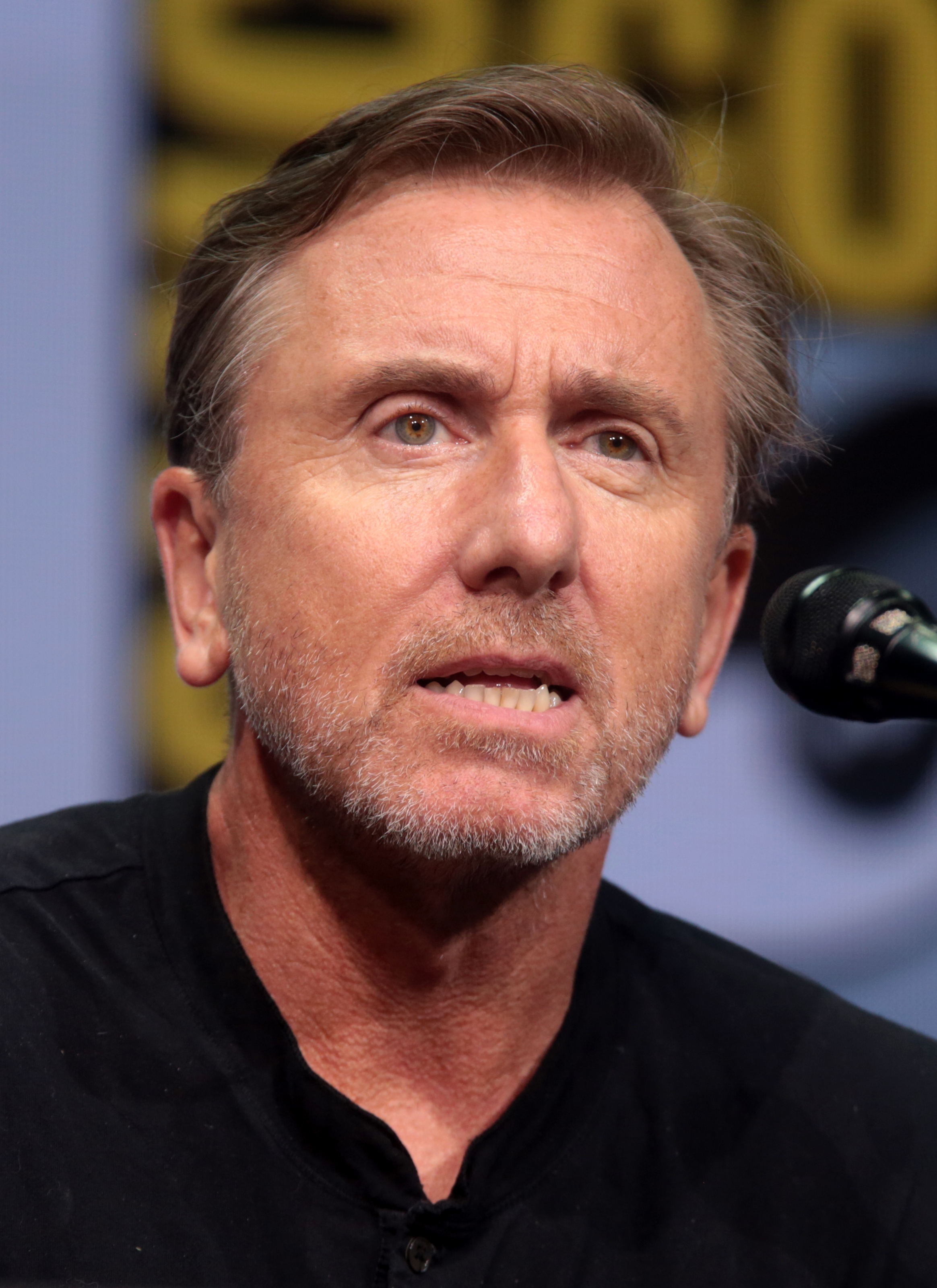
提姆·羅斯首次回歸飾演《無敵浩克》角色「惡煞」艾米爾·布朗斯基

本集的主要角色包括塔提阿娜·瑪斯蘭尼飾演的「女浩克」珍妮佛·華特斯、喬許·塞嘉拉飾演的奧古斯都·「帕格」·帕格列西（Augustus "Pug" Pugliese）、金潔·岡薩加飾演的妮琪·拉莫斯（Nikki Ramos）、馬克·盧法洛飾演的「聰明浩克」布魯斯·班納、提姆·羅斯繼《尚氣與十環傳奇》後再次回歸飾演的《無敵浩克》角色「惡煞」艾米爾·布朗斯基、馬克·林-貝克飾演的莫里斯·華特斯，以及泰絲·馬利斯·金凱德（Tess Malis Kincaid）飾演的伊蓮·華特斯。其他角色包括史蒂夫·寇特（Steve Coulter）飾演的荷登·哈勒威（Holden Holliway）、坎迪絲·蘿絲（Candice Rose） 飾演的梅蘭妮姨姨（Aunt Melanie）、麥可·H·科爾（Michael H. Cole）飾演的塔克叔叔（Uncle Tucker）
、德魯·馬修斯（Drew Matthews）飾演的丹尼斯·布考斯基（Dennis Bukowski），以及尼古拉斯·奇里洛（Nicholas Cirillo）飾演的契德表弟（Cousin Ched）。新聞主播約瓦娜·蘿拉（Jovana Lara）、約翰·格里高利（John Gregory）和瑞秋·布朗（Rachel Brown）飾演他們自己:25:51。

### 拍攝
主體拍攝在喬治亞州亞特蘭大的三石製片廠開機。凱特·寇伊若擔當導演，弗洛里安·巴爾豪斯擔當攝影指導:1。華特斯和拉莫斯在酒吧交談是劇集第一個拍攝的場景。盧法洛在一句暗視班納在2008年電影《無敵浩克》後被重新選角的台詞中即興地説了“在實質意義上”，高揚認為如果它被納入劇本，漫威可能會“標記”並刪除它。盧法洛稱這句台詞“真的很有趣”和“只是我們的現實”，瑪斯蘭尼則稱劇集“能多後設就有多後設”。在後期製作中，酒吧場景加入了律政喜劇《艾莉的異想世界》作為彩蛋在電視播放。高揚在2021年電影《尚氣與十環傳奇》中採取了最適合該劇集的片段。

### 特效
後期特效製作公司包括、韋利公司（Wylie Co）、SDFX工作室、 以及 :27:04–27:17。

### 音樂
的歌曲、亞倫·蔡爾茲（Aaron Childs）的歌曲、莎拉·梅（Sarah May）的歌曲以及路易絲·杜德（Louise Dowd）與傑里米·亞伯特（Jeremy Abbott）的歌曲出現於本集之中。

## 市場營銷
本集中隱藏的QR碼彩蛋可以連結至漫威漫畫官網相關頁面，免費在線閱讀2004年漫畫《女浩克》（She-Hulk）第1期。本集上線之後，漫威開始在「漫威必備」（Marvel Must Haves）一站式網絡商店中出售與《律師女浩克》相關的周邊產品，包括惡煞與超人類法律部的服裝、女浩克胸針和惡煞的Funko Pop人偶。

## 發行
〈超人類法〉於2022年8月25日在Disney+首播。

## 迴響

### 觀眾收視
據衡量美國觀眾觀看電視分鐘數的《尼爾森媒體研究》調查，《律師女浩克》在2022年8月22日至28日當周以3.9億分鐘觀看量在串流媒體中排第九。根據調查消費者參與消費者研究、串流媒體、下載和社交媒體情況的《鸚鵡娛樂分析》（Parrot Analytics），《律師女浩克》是2022年8月26日當周美國第二受歡迎的串流媒體劇集。根據查看美英串流媒體觀看數據的串流影視搜索引擎，《律師女浩克》是2022年8月27日當週收視率第二高的劇集。

### 評價
根据評論匯總网站爛番茄汇总的121篇评论文章，88%的评论家给予本集正面评价，平均打分为7.2分（满分10分）。

## 備註
1. ↑  參見2008年電影《新變形俠醫》。
2. ↑  參見2021年電影《尚氣與十環幫傳奇》。

## 資料來源
1. ↑  Couch, Aaron. . The Hollywood Reporter. 2019-08-23  [2019-08-23]. （原始内容存档于2019-08-23）.
2. 1 2  Parker, Ryan. . The Hollywood Reporter. 2022-05-17  [2022-05-17]. （原始内容存档于2022-05-18）.
3. ↑  Kit, Borys. . The Hollywood Reporter. 2019-11-08  [2019-11-08]. （原始内容存档于2019-11-08） （美国英语）.
4. 1 2  Kroll, Justin. . Deadline Hollywood. 2020-09-15  [2020-09-15]. （原始内容存档于2020-09-15） （美国英语）.
5. 1 2  Villei, Matt. . Collider. 2022-05-17  [2022-05-18]. （原始内容存档于2022-05-18）.
6. ↑  Howard, Kirsten. . Den of Geek（英语：Den of Geek）. 2022-08-25  [2022-08-25]. （原始内容存档于2022-08-25）.
7. ↑  . WGAW（英语：Writers Guild of America West）.   [2022-08-06]. （原始内容存档于2022-08-06）.
8. 1 2 3  Marnell, Blair. . SuperHeroHype. 2022-08-24  [2022-08-25]. （原始内容存档于2022-08-25）.
9. ↑  Mitovich, Matt Webb. . TVLine. 2022-08-25  [2022-08-25]. （原始内容存档于2022-08-25）.
10. ↑  O'Connell, Sean. . CinemaBlend. 2022-08-18  [2022-08-20]. （原始内容存档于2022-08-19）.
11. ↑  Dutta, Debopriyaa. . /Film. 2022-10-13  [2022-10-15]. （原始内容存档于2022-10-13）.
12. ↑  Patches, Matt. . Polygon. 2022-08-25  [2022-08-25]. （原始内容存档于2022-08-25）.
13. ↑  Dinsdale, Ryan. . IGN. 2022-08-25  [2022-08-25]. （原始内容存档于2022-08-25）.
14. ↑  Leonte, Tudor. . ComingSoon.net. 2022-08-25  [2022-08-25]. （原始内容存档于2022-08-25）.
15. ↑  Mitovich, Matt Webb. . TVLine. 2022-08-25  [2022-08-26]. （原始内容存档于2022-08-26）.
16. ↑  Bucksbaum, Sydney. . Entertainment Weekly. 2022-09-01  [2022-09-05]. （原始内容存档于2022-09-02）.
17. 1 2  Emberwing, Amelia. . IGN. 2022-08-25  [2022-08-25]. （原始内容存档于2022-08-25）.
18. ↑  Scherer, Jenna. . The A.V. Club. 2022-08-25  [2022-08-25]. （原始内容存档于2022-08-25）.
19. 1 2  Gao, Jessica. . . 第1季. 第2集. 2022-08-25  [2022-08-29]. Disney+. （原始内容存档于2022-10-12）. End credits begin at 22:56.
20. ↑  Paz, Maggie Dela. . ComingSoon.net. 2021-04-13  [2021-04-13]. （原始内容存档于2021-04-13）.
21. ↑   (PDF). Disney Media and Entertainment Distribution. 2022-08-15  [2022-09-13]. （原始内容存档 (PDF)于2022-09-13）.
22. ↑  Hagemann, Andie. . D23.com. 2022-08-11  [2022-08-12]. （原始内容存档于2022-08-12）.
23. ↑  Davids, Brian. . The Hollywood Reporter. 2022-08-25  [2022-08-29]. （原始内容存档于2022-08-29）.
24. ↑  Bucksbaum, Sydney. . Entertainment Weekly. 2022-08-25  [2022-08-25]. （原始内容存档于2022-08-25）.
25. ↑  Davids, Brian. . The Hollywood Reporter. 2022-08-18  [2022-08-22]. （原始内容存档于2022-08-18）.
26. 1 2  Davids, Brian. . The Hollywood Reporter. 2022-08-25  [2022-08-25]. （原始内容存档于2022-08-25）.
27. ↑  Vary, Adam B. . Variety. 2022-08-16  [2022-08-16]. （原始内容存档于2022-08-16）.
28. ↑  Frei, Vincent. . Art of VFX. 2022-08-12  [2022-08-18]. （原始内容存档于2022-08-04）.
29. ↑  Paige, Rachel. . Marvel.com. 2022-08-18  [2022-08-27]. （原始内容存档于2022-08-27）.
30. ↑  West, Amy. . Total Film. GamesRadar+. 2022-08-25  [2022-08-25]. （原始内容存档于2022-08-25）.
31. ↑  Paige, Rachel. . Marvel.com. 2022-08-26  [2022-08-26]. （原始内容存档于2022-08-26）.
32. ↑  Porter, Rick. . The Hollywood Reporter. 2022-09-22  [2022-09-23]. （原始内容存档于2022-09-23）.
33. ↑  Latchem, John. . Media Play News（英语：Media Play News）. 2022-08-29  [2022-11-07]. （原始内容存档于2022-10-31） （美国英语）.
34. ↑  . Mashable. 2022-08-27  [2022-10-04]. （原始内容存档于2022-09-26）.
35. ↑  . Rotten Tomatoes. Fandango Media.

## 外部連結
- 互联网电影数据库上超人類法的资料（英文）
- 漫威官網提供的本集回顧 （页面存档备份，存于）